# Rezerwat przyrody Bagno Raczyk
Rezerwat przyrody Bagno Raczyk – krajobrazowy rezerwat przyrody położony na terenie gminy Człopa w powiecie wałeckim (województwo zachodniopomorskie).
Obszar chroniony utworzony został 24 listopada 2011 r. na podstawie Zarządzenia Nr 37/2010 Regionalnego Dyrektora Ochrony Środowiska w Szczecinie z dnia 4 maja 2011 r. w sprawie uznania za rezerwat przyrody „Bagno Raczyk” (Dz. Urz. Woj. Zach. 2011 r. Nr 128, poz. 2329). Wcześniej, w 1995, w tym miejscu utworzono użytek ekologiczny.

## Położenie
Rezerwat ma 34,23 ha powierzchni (akt powołujący podawał 34,38 ha), w całości pod ochroną ścisłą. Obejmuje on tereny nadleśnictwa Człopa, leśnictwo Raczyk (wydzielenia leśne 374i, 375f, g, 399d, f, 400a, b, i, 409a, b, c, 410a) i rzeki Cieszynki, co odpowiada obrębom ewidencyjnym Jaglice (dz. ew. nr 104/6 oraz częściowo 8096, 8097/2, 8104/2), Człopa Podgórze (dz. ew. nr 103/2 oraz częściowo 8103/1) i Człopa (części dz. ew. nr 8078, 8080). Znajduje się w granicach Obszaru Chronionego Krajobrazu Puszcza nad Drawą oraz dwóch obszarów Natura 2000: specjalnego obszaru ochrony siedlisk „Uroczyska Puszczy Drawskiej” PLH320046 i obszaru specjalnej ochrony ptaków „Lasy Puszczy nad Drawą” PLB320016.
Składa się z dwóch oddzielnych części leżących wzdłuż rzeki Cieszynki, częściowo na terenie Młyńskiego Stawu. W odległości kilkuset metrów leżą miejscowości Podgórze i Czaplice. Dookoła rezerwatu poprowadzono ścieżkę spacerową.

## Charakterystyka
Celem ochrony rezerwatowej jest „zachowanie kompleksu turzycowisk, trzcinowisk i łozowisk otaczających ujście rzeki Cieszynki do jeziora Młyński Staw, oraz terasy źródliskowej porośniętej przez dobrze zachowane olsy źródliskowe, jak również ochrona miejsc gniazdowania i żerowania kilkudziesięciu gatunków ptaków, głównie wodno-błotnych i drapieżnych”.
Wśród roślin na torfowisku dominują turzyce, trzcina i zarośla wierzbowe, a w leśnych częściach rezerwatu łęgi i olsy ze źródliskami. Przy ujściu rzeki do jeziora występuje z kolei osoka aloesowata. Obszar stanowi miejsce gniazdowania żurawi, perkozów, bąka, łabędzia niemego, cyraneczki, gągoła oraz gatunków związanych z szuwarami takich jak trzciniak, trzcinniczek, brzęczka czy strumieniówka; występuje tu także bóbr europejski.